# Флаг Херсонской области
Флаг Херсо́нской области (укр. Прапор Херсонської області) — официальный символ Херсонской области Украины, наряду с гербом. Утверждён решением Херсонского областного совета № 440 от 25 октября 2001 года.

## Описание
Прямоугольное полотнище с соотношением сторон 2:3 разделено тремя горизонтальными полосами — синей, белой и синей — в соотношении 1:2:1. На белой полосе у древка герб области.
Авторы проекта флага: С. Сазонов и Ю. Шепелев.

## Критика флага

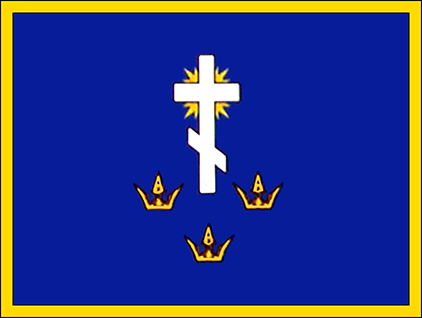
Проект флага Херсонской области, 2020 г.

По мнению действительного члена Украинского геральдического общества историка-краеведа Алексея Паталахи, герб и флаг Херсонщины 2001 года запрограммированы на разрушение, символика герба напоминает масонскую (циркуль, два колоска), а флаг повторяет флаг Израиля. На основе герба 1919 года Украинское геральдическое общество предложило свой проект флага:

Синий флаг с изображением серебряного православного шестиконечного креста в золотом сиянии в окружении трёх золотых корон. По периметру флага золотая кайма.